# کاخ شهرستانک
کاخ شهرستانک یا عمارت ناصرالدین شاهی شهرستانک، کاخی مربوط به دورهٔ قاجار در روستای شهرستانک، استان البرز است. این عمارت که در درون یک دره واقع شده، در سال ۱۳۷۷ خورشیدی در فهرست آثار ملی ثبت شده است. کاخ شهرستانک در سال ۱۲۵۷ شمسی (۱۸۷۸ میلادی) بنا شد. این کاخ پس از ترور ناصرالدین شاه رو به فراموشی رفت.

## تاریخچه
ناصرالدین‌شاه در ماه‌های گرم سال در چادرهایی که برای او در شهرستانک نصب می‌کردند منزل می‌کرد. در ۱۲۹۴ قمری دستور داد کاخی در این منطقه احداث کند از این رو به امین‌السلطان دستور داد اقدام به طراحی و ساخت کاخ شهرستانک کند. او نیز حاجی ابوالحسن معمارباشی (معمار اصفهانی، سازندهٔ تالار سلام، تالار آینه و عمارت خوابگاه در کاخ گلستان) را مأمور به ساخت کاخی در ابتدای دره و سرچشمهٔ رودخانهٔ شهرستانک کرد. 
ساخت کاخ در ۱۲۹۵ قمری پایان یافت.
این کاخ دارای دیوانخانهٔ بزرگ و اندرونی و چندین حمام و حوض بود که فواره‌هایی از آب رودخانه می‌آمد و دوباره به رودخانه باز می‌گشت.
کاخ شهرستانک به دلیل قرار گرفتن پای دامنهٔ شمالی و برف‌گیر توچال، همیشه در معرض تخریب از ریزش بهمن بود. ناصرالدّین شاه، سه‌شنبه ۲۰ رجب ۱۳۰۵ق (فروردین ۱۲۶۷) نوشت:
حاجی شکارچی را فرستاده بودیم شهرستانک [که] عمارت امین اقدس را که بهمن آمده [و] خراب کرده بود [را] ببیند چطور شده است. رفته بود، امروز سر ناهارگاه آمد، می‌گفت بهمن عمارت امین اقدس را بکلّی خراب کرده است. هفده ذرع بهمن را کندیم تا فرشها را درآوردیم، اما عمارت را دیگر نمی‌شود ساخت. بهمن، پنج ذرع هم از دیوار عمارت ما را خراب کرده است.— سفرنامهٔ ناصرالدین شاه به قم، نشر ابریشمی، ۱۳۹۹
پس از سقوط قاجاریه، کاخ به دلیل بی‌توجهی، شرایط جوی نامناسب و غارت و تخریب انسانی، رو به ویرانی نهاد. روند تخریب و ویرانی بنا تا حدود سال ۱۳۴۸ خورشیدی ادامه داشت، تا در این سال با تصمیم فدراسیون کوهنوردی ایران به عنوان اقامتگاه موقت کوهنوردان بازسازی شد.
کاخ شهرستانک در ۱۶ شهریور ۱۳۷۶ با شماره ۱۹۲۵ در فهرست آثار ملی ایران ثبت شد.

## مشخصات
کاخ در دو بخش بیرونی و اندرونی ساخته شده‌است. حیات بیرونی به شکل مستطیلی با دو کنج پخ در چهار تراز طراحی شده و ورودی به شکل نیم دایره در تراز اول قرار گرفته‌است. عمارت بیرونی در ابعاد ۱۲ در ۲۴ متر در دو طبقه در تراز سوم ساخته شده بود که در حال حاضر طبقه دوم تخریب شده. در پخ شمال غربی و در مرز میان اندرونی و بیرونی حمام خصوصی شاه قرار دارد. بخش اندرونی شامل دو حیاط در دو تراز متفاوت است. حیاط شمالی یا تحتانی با ابعاد ۱۸ در ۲۴ متر مسکن خدمه بوده و حیاط جنوبی با ابعاد ۲۶ در ۴۰ متر برای سکونت حرم شاهی ساخته شده‌است. اندرونی از لحظ ساختمانی شبیه کاروانسرا است و این شباهت در حیاط جنوبی بیشتر است.

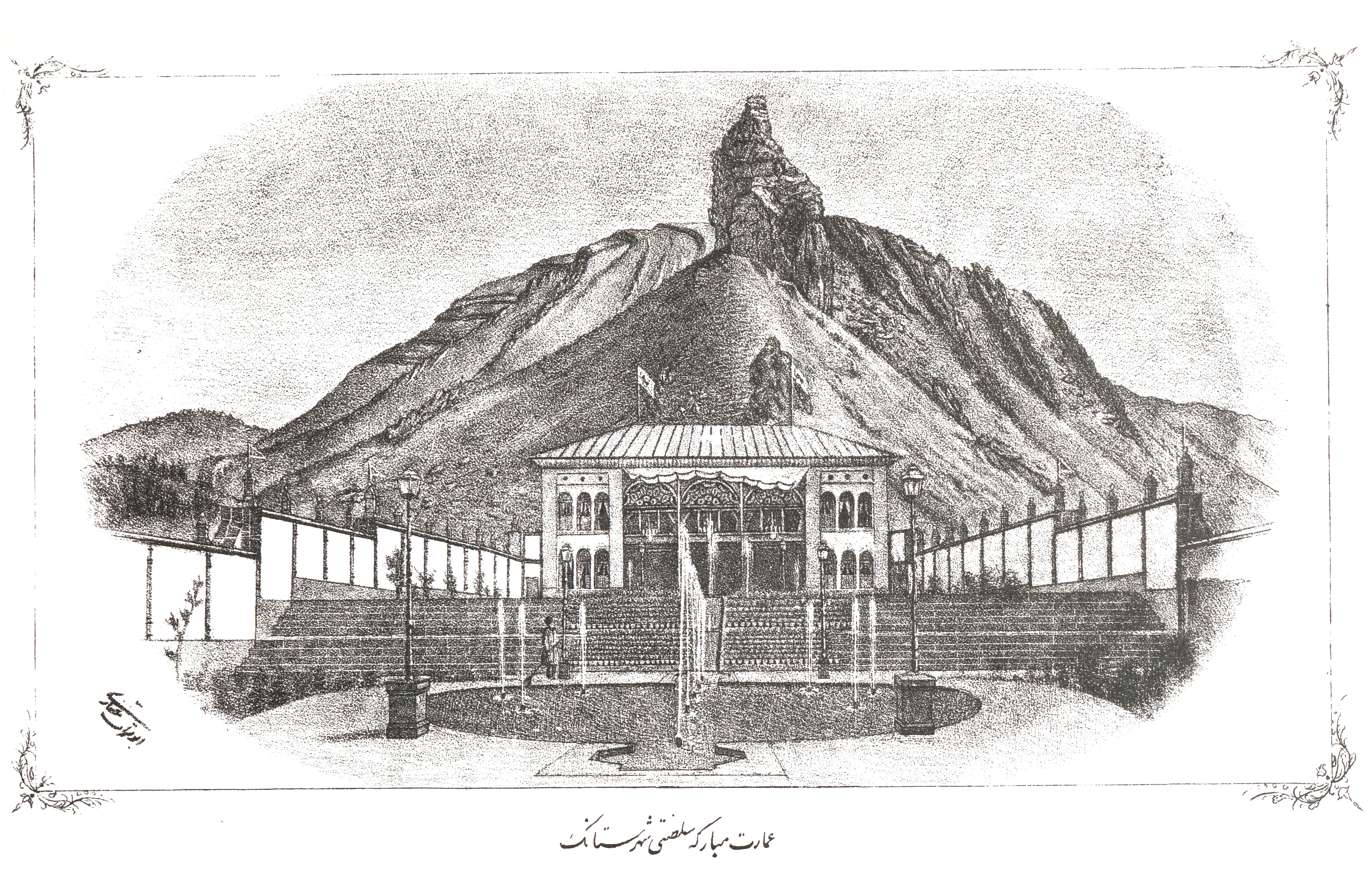
عمارت سلطنتی شهرستانک (اثر ابوتراب غفاری حدود ۱۲۶۳ خورشیدی)
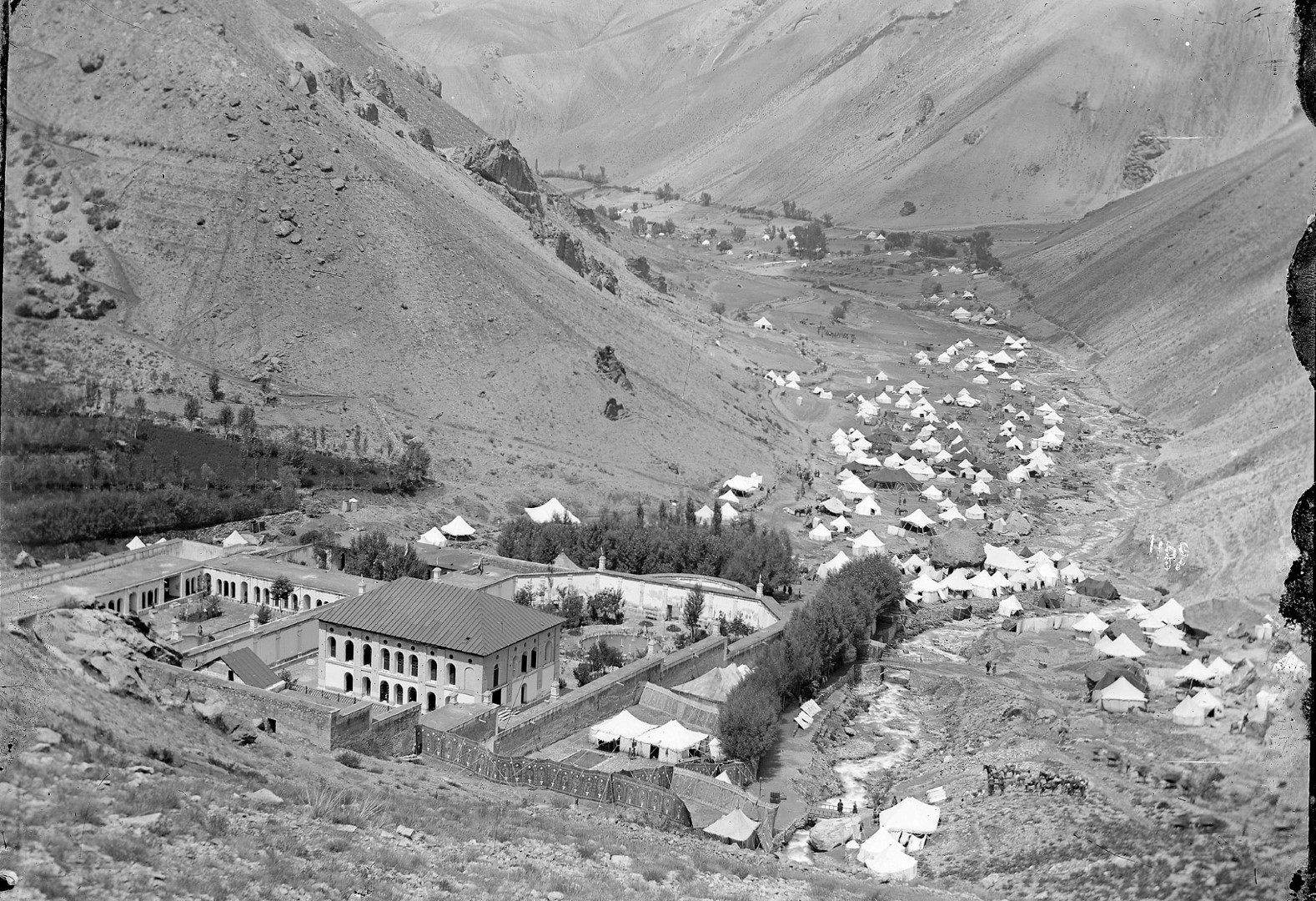
دورنمای دره شهرستانک که در آن عمارت ناصرالدین شاهی و اردوی شاهی دیده می شود
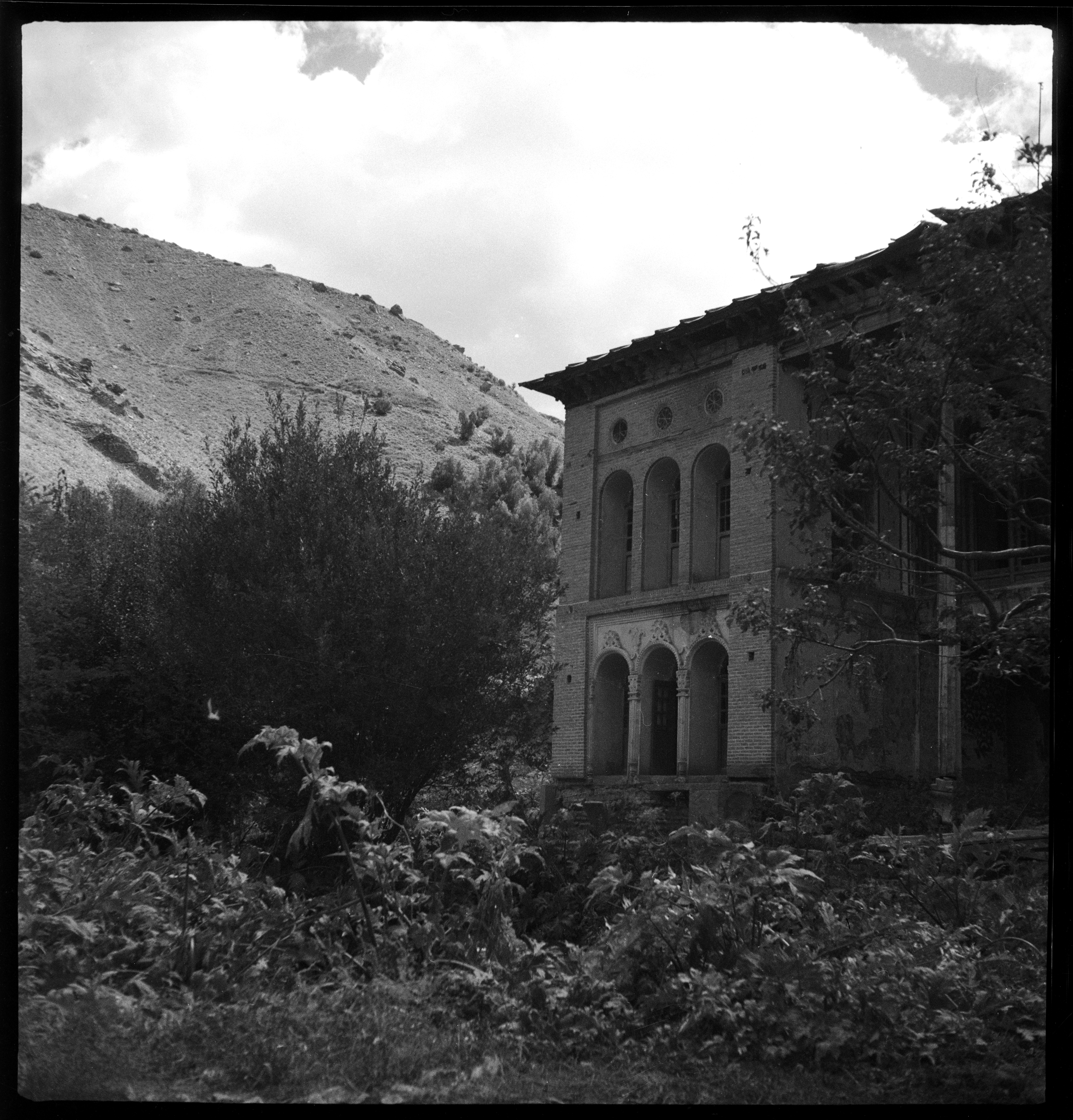
ساختمان کاخ در سال ۱۹۳۳
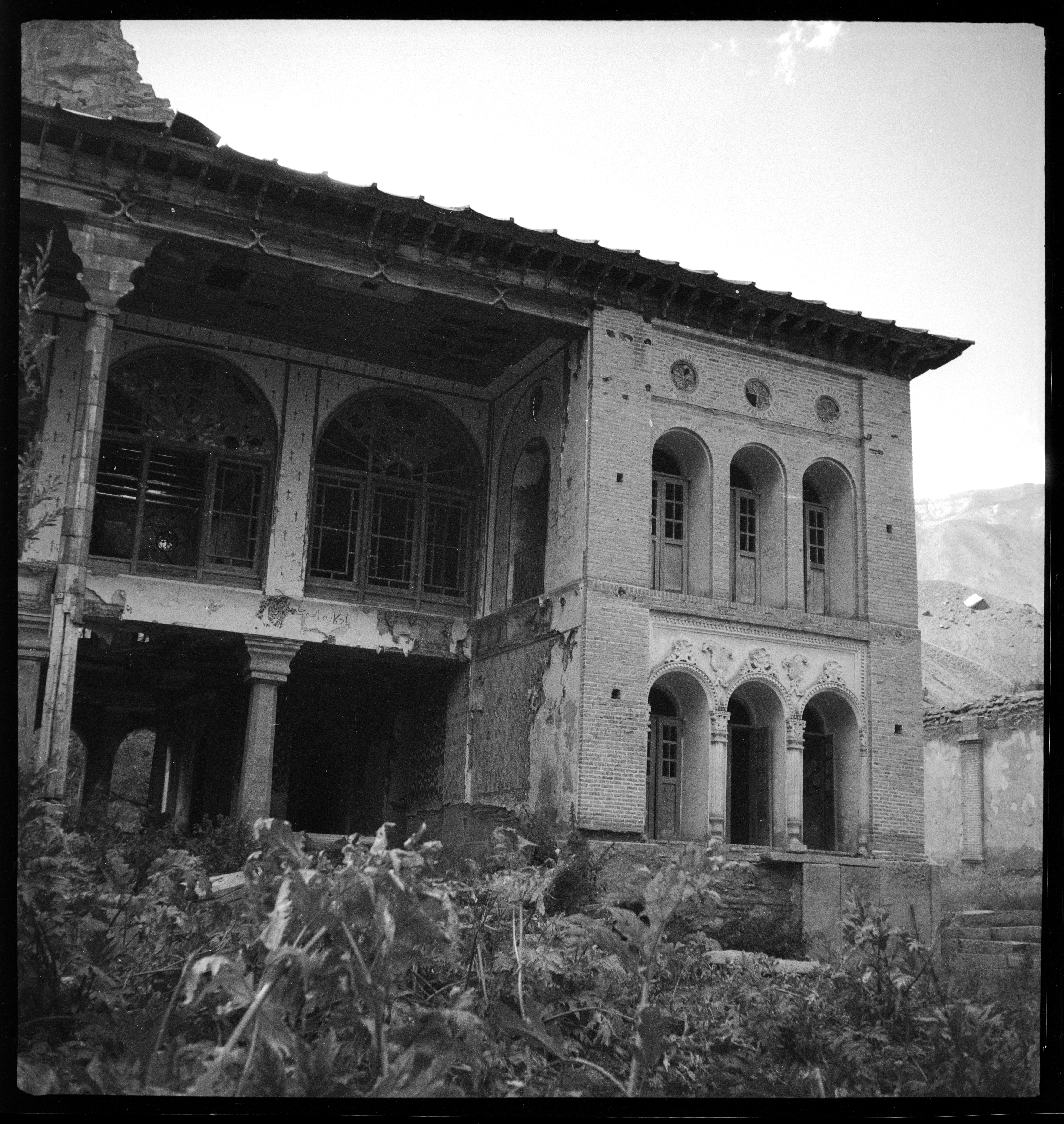
ساختمان کاخ در سال ۱۹۳۳
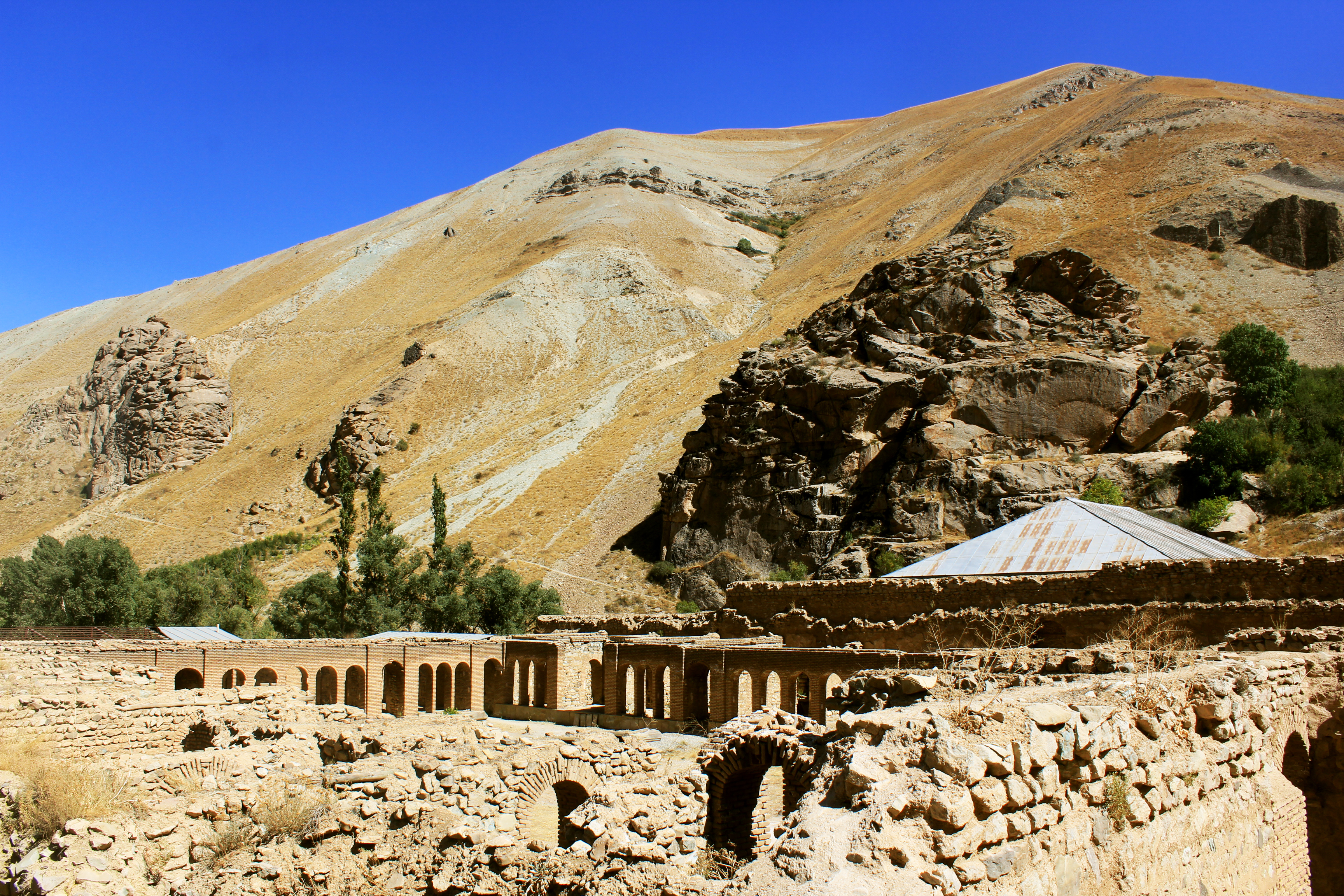
برجای مانده‌های کنونی کاخ
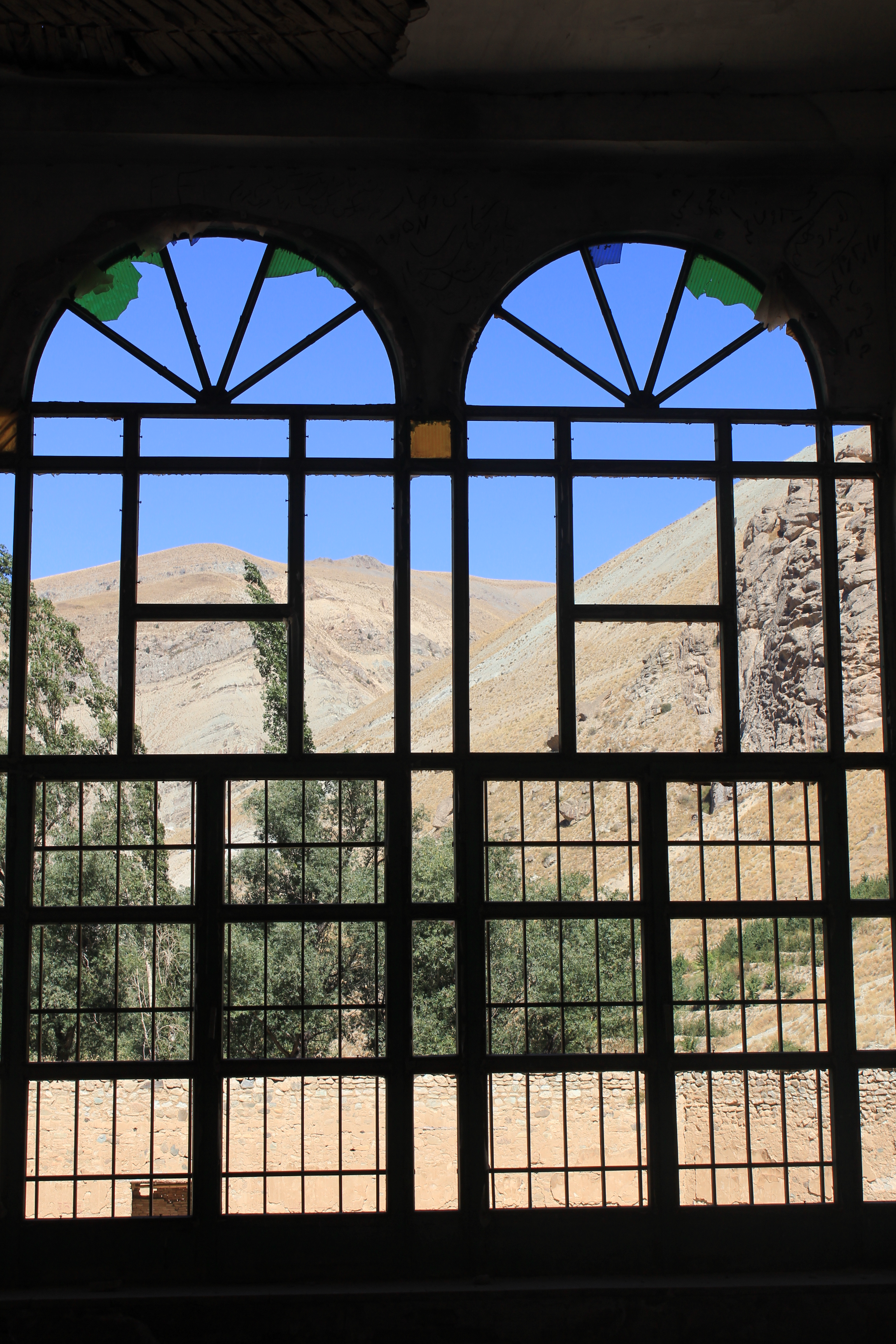